# World of Our Own (musikalbum)
World of Our Own är ett studioalbum av den irländska musikgruppen Westlife. Det gavs ut den 1 november 2001 och innehåller 20 låtar.

## Låtlista
| Nr  | Titel                                        | Längd |
| --- | -------------------------------------------- | ----- |
| 1.  | Queen of My Heart (Radio Edit)               | 4:19  |
| 2.  | Bop Bop Baby                                 | 4:21  |
| 3.  | I Cry                                        | 4:11  |
| 4.  | Uptown Girl (Radio Edit)                     | 3:05  |
| 5.  | Why Do I Love You                            | 3:38  |
| 6.  | I Wanna Grow Old With You                    | 4:07  |
| 7.  | When You're Looking Like That (Single Remix) | 3:52  |
| 8.  | Evergreen                                    | 4:02  |
| 9.  | World of Our Own                             | 3:31  |
| 10. | To Be Loved                                  | 3:19  |
| 11. | Drive (For All Time)                         | 3:25  |
| 12. | If Your Heart's Not In It                    | 4:20  |
| 13. | When You Come Around                         | 3:40  |
| 14. | Don't Say It's Too Late                      | 4:11  |
| 15. | Don't Let Me Go                              | 3:28  |
| 16. | Walk Away                                    | 3:58  |
| 17. | Love Crime                                   | 3:16  |
| 18. | Imaginary Diva                               | 3:37  |
| 19. | Angel                                        | 4:25  |
| 20. | Bad Girls                                    | 3:22  |

## Listplaceringar
| Lista              | Topplacering |
| ------------------ | ------------ |
| Belgien (Flandern) | 8            |
| Danmark            | 3            |
| Frankrike          | 141          |
| Nederländerna      | 10           |
| Norge              | 7            |
| Nya Zeeland        | 3            |
| Schweiz            | 19           |
| Sverige            | 1            |
| Österrike          | 9            |